# Conulats
Els conulats (Conulatae) són un grup fòssil mal conegut que pot tenir afinitats amb cnidaris estaurozous. La seva posició exacta com és molt especulativa. Inclou una sola família, Conulariidae.
Deixant de banda Vendoconularia del Precambrià, que no és clar que sigui un conulàrid, el registre fòssil comença al Cambrià Superior i continua sense salts significatius a través de nombroses extincions massives, per desaparèixer al Triàsic Inferior (fa uns 245 milions d'anys).